# Lagaix

Lagaix i la Babilònia de Hammurabi, 1792 al 1750 aC

Lagaix (en escriptura cuneïforme 𒉢𒁓𒆷𒆠, LagašKI; en sumeri Lagaš) va ser una ciutat estat de Mesopotàmia que es devia constituir com a estat independent cap al 2600 aC. Abans probablement estava sota la influència d'Uruk. Estava situada una mica al nord de la unió de l'Eufrates amb el Tigris, i a l'est d'Uruk.

## Història
L'any 2520 aC aproximadament, Ur-Nanxe, un príncep provinent de l'oest, es va aprofitar de la confusió que els elamites havien provocat al país de Sumer i es va proclamar rei de la ciutat-estat. Ur-Nanxe era segurament d'origen semita, i no amagava la seva condició d'estranger. Va ser el constructor del port de Lagaix, un dels més importants del golf Pèrsic, tant pel comerç com per les comunicacions.
Durant el regnat d'Eannatum I, cap al 2470 aC, la ciutat va tenir una gran expansió. Aquest rei va derrotar els exèrcits de la ciutat d'Umma, i va apropiar-se de diversos territoris que es disputaven. El 2460 aC va emprendre diverses campanyes contra Ur, Uruk, Kix i Akxak, i va agafar el títol de "Rei de Kix" posant-se sota la protecció de la deessa Inanna protectora d'aquella ciutat. Va fer una expedició contra Mari, i potser va posar fi a la dinastia que regnava en aquella ciutat. Finalment va rebutjar una incursió dels elamites.
Encara amb Eannatum I com a rei, la ciutat d'Umma va atacar per sorpresa i es va apoderar de Lagaix, matant el sobirà. El seu fill Entemena, cap al 2430 aC va estabilitzar la situació, i va signar un tractat d'aliança amb Uruk. després d'aquest rei, el poder de Lagaix es va perdent. Apareixen usurpadors i els elamites ataquen el país. Cap al 2330 aC un usurpador, Urukagina, s'apodera de la ciutat. Era un bon legislador i va intentar posar fi als abusos dels seus predecessors tornant als sacerdots els tresors que els havia pres la família reial, però va regnar pocs anys. Lugal-Zage-Si d'Umma el va expulsar de la ciutat abans d'atacar Ur i Uruk. Urukagina va poder fugir i va conservar una part del territori establint la capital a Girsu. Va morir molt poc després.
Més tard, Sargon I hi va establir un rei vassall. La ciutat es va revoltar l'any 2284 aC sense èxit. El 2215 aC el rei Lugaluixumgal, que era vassall d'Akkad, es va independitzar. Cap al 2164 aC es van sotmetre les ciutats d'Ur i Eridu. El 2144 aC l'usurpador Gudea es va apoderar del tron, i es va casar amb la princesa reial Gin Dun Ghadda Udda.
El 2210 aC Urnamu rei d'Ur, després d'ocupar Uruk, va conquerir Lagaix. Cap al 2050 aC regnava com a vassall Urdunnana que a més a més havia rebut el govern dels territoris orientals entre Arbela i Elam. Cap al 2023 aC Lagaix es va independitzar d'Ur però el 2010 aC va caure en mans d'Isin i després de Larsa i finalment de Babilònia.

## Reis[2]

### Primera dinastia
- Mesalim de Kix
- Enkhengal cap al 2570-2520 aC
- Ur-Nanxe cap al 2520-2490 aC
- Ukurgal (Akurgal) cap al 2490-2470 aC
- Eannatum I (net d'Urnanixe, fill d'Ukurgal)) cap al 2470-2430 aC
- Entemena cap al 2430-2400 aC
- Eannatum II cap al 2400-2365 aC
- Lugalanda cap al 2365-2355 aC
- Urukagina (usurpador) cap al 2355-2350 aC
- a Umma cap al 2350-2338 aC
- a Accad cap al 2338 aC

### Segona dinastia
- Reis vassalls:
  - Kikuid cap al 2284 aC
  - Engilsa cap al 2275 aC
  - Ura, cap al 2250 aC
- Reis independents:
- Lugaluixumgal cap al 2215 aC
- Puzurmama cap al 2200 aC
- Urutu cap al 2200 aC
- Urmama cap al 2180 aC
- Lubaba cap al 2175 aC
- Lugula cap al 2170 aC
- Kaku cap al 2170 aC
- Urbaba cap al 2160 aC-2144 aC
- Gudea (usurpador) 2144 aC-2124 aC
- Ur Ningirsu 2124 aC-2119 aC
- Pirigme 2119 aC-2117 aC
- Ur Gaur 2117 aC-2113 aC
- Nammakhani 2113 aC-2110 aC
- a Ur 2110 aC
  - Urdunnana, cap al 2050
- independent cap al 2015 a 2010 aC
- a Isin 2010 aC
- a Larsa 1900 aC
- a Babilònia 1763 aC